# Israzorides judaeus
Israzorides judaeus är en spindelart som beskrevs av Levy 2003. Israzorides judaeus ingår i släktet Israzorides och familjen taggfotsspindlar.
Artens utbredningsområde är Israel. Inga underarter finns listade i Catalogue of Life.